# Rue des Couronnes
La rue des Couronnes est une voie située dans le quartier de Belleville du 20e arrondissement de Paris, en France. 

## Situation et accès
Elle croise la rue Julien-Lacroix au niveau du 66, rue des Couronnes.

## Origine du nom
Elle porte le nom d'un lieu-dit dénommé autrefois « les Couronnes sous Savies ». Savies était l'appellation de Belleville du VIIe siècle au début du XVIIIe siècle ; ce nom en langue franque signifiait « montagne sauvage ».

## Historique
Louis Dominique Cartouche fut arrêté le 20 septembre 1721 dans un cabaret à l'enseigne de La Haute Borne de la « Grand'Rue de Ménilmontant », après s'être servi de ses pistolets. Ce cabaret prendra alors l'enseigne de Cabaret des pistolets.
La section comprise entre le boulevard de Belleville et la rue Julien-Lacroix est tracée sur le plan de Roussel de 1730. Cette partie était située dans l'ancienne commune de Belleville jusqu'à son rattachement à la voirie parisienne par le décret du 23 mai 1863.
Le reste de la voie, de la rue Julien-Lacroix à la place Henri-Krasucki, a été ouverte par un décret du 25 mars 1878.

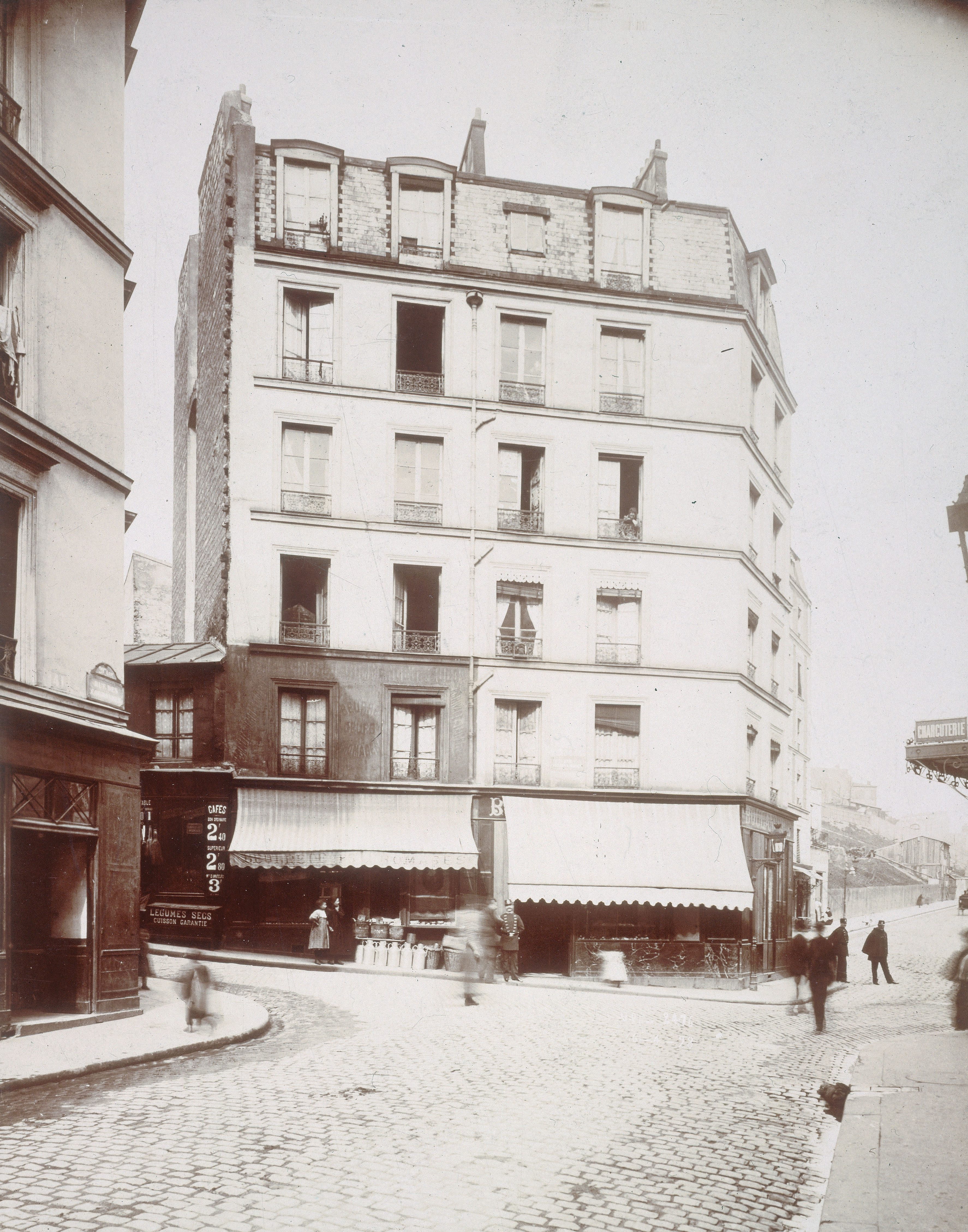
L'ancien immeuble du n°43 (photo de 1898).

## Bâtiments remarquables et lieux de mémoire
- Elle donne son nom à la station de métro Couronnes, située au carrefour avec le boulevard de Belleville.
- N° 32-60 la résidence du Pressoir
- No 43 : immeuble aux façades animées par un calepinage de briques polychromes, dessiné par les architectes Joseph Charlet et Étienne Perrin, qui a remporté le concours de façades de la Ville de Paris en 1905.
- No 45 : emplacement du Cabaret des pistolets où fut arrêté Cartouche[5].
- No 74 : le dessinateur, illustrateur, et, décorateur Georges Delaw (1871-1938) y a vécu et y est mort.
- No 94 : école maternelle réalisée par l'architecte Louis-Adolphe Janvier.
- No 107 : Henri Krasucki y a longtemps vécu.

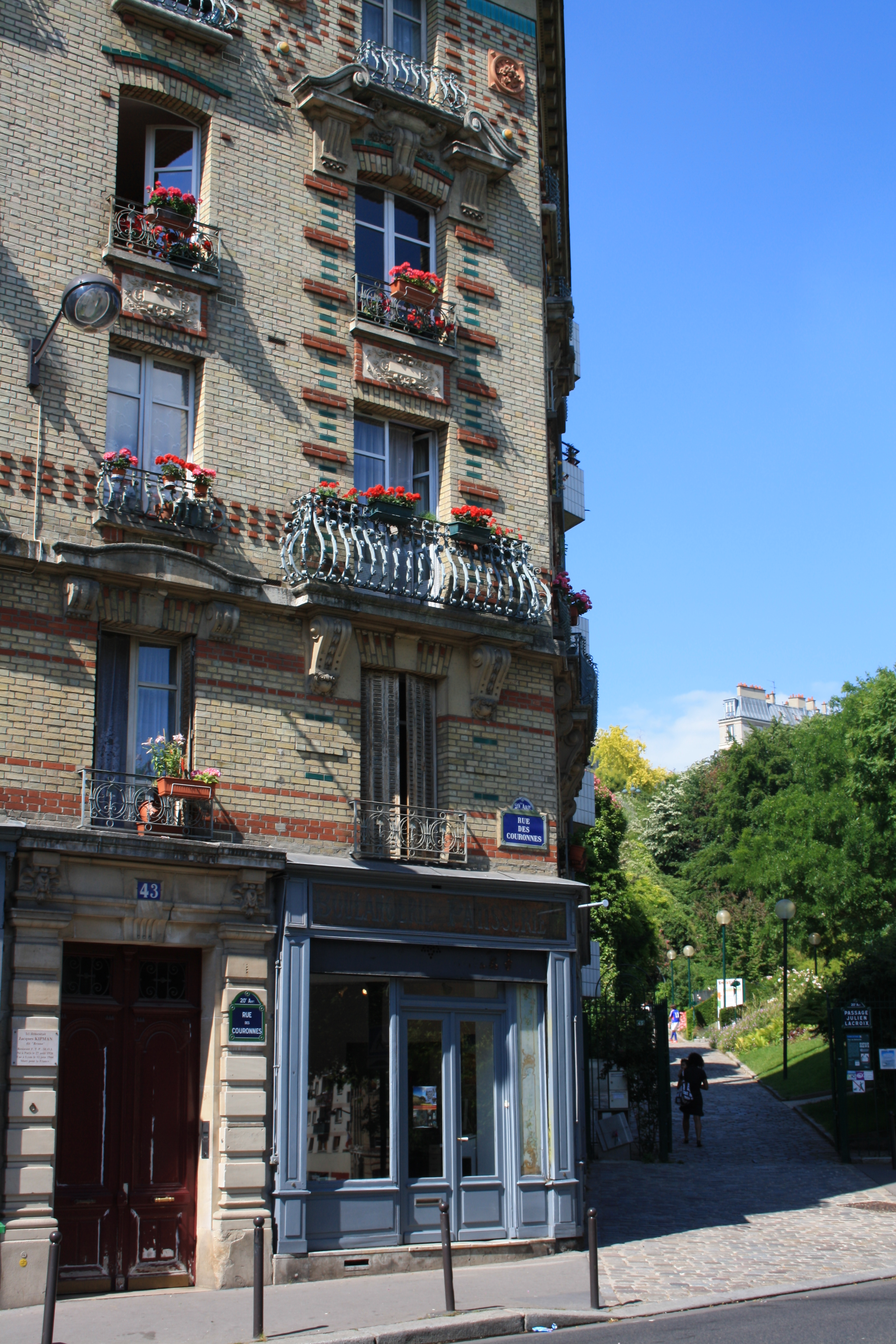
Vue partielle du n°43.
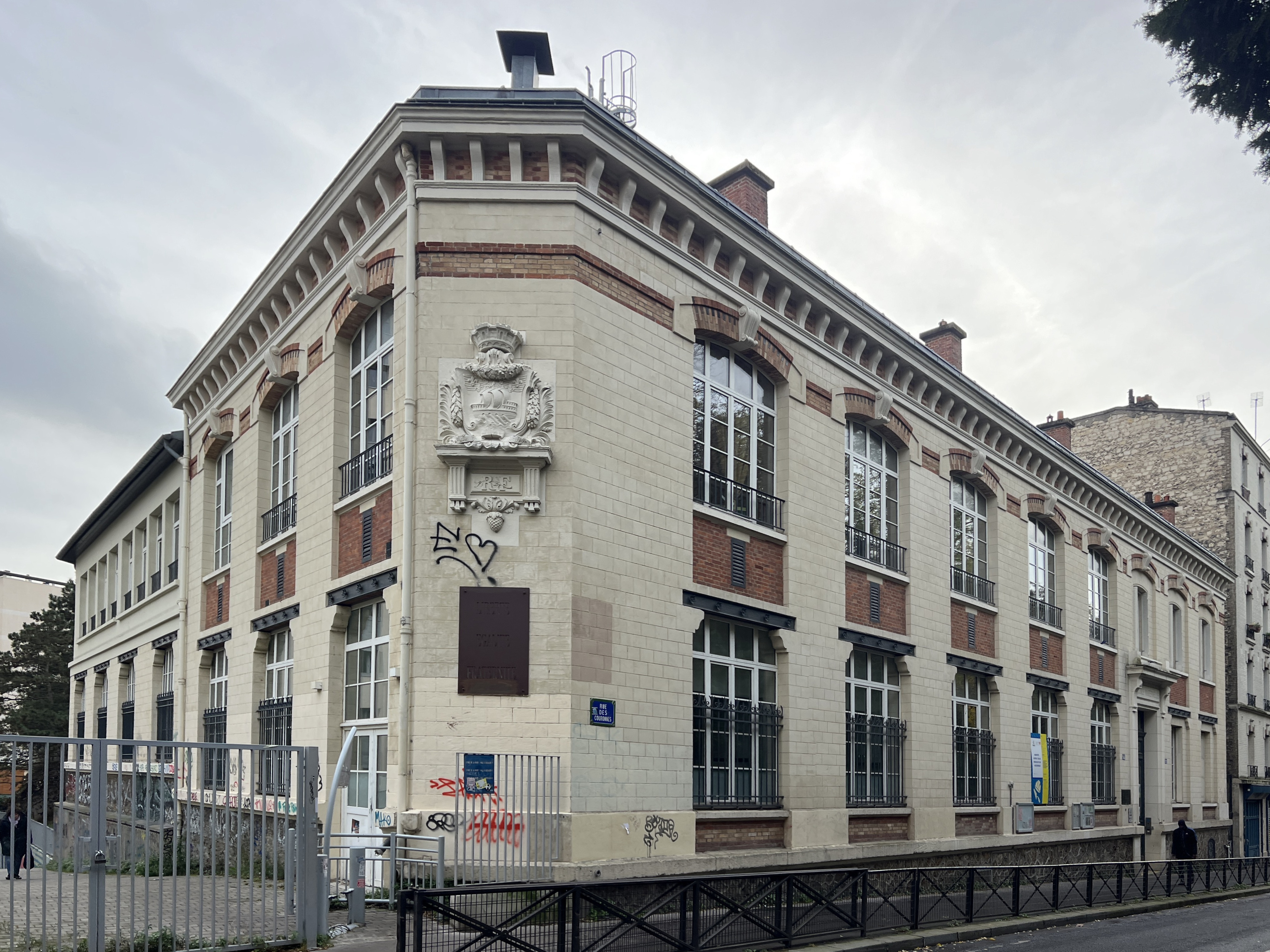
École maternelle.
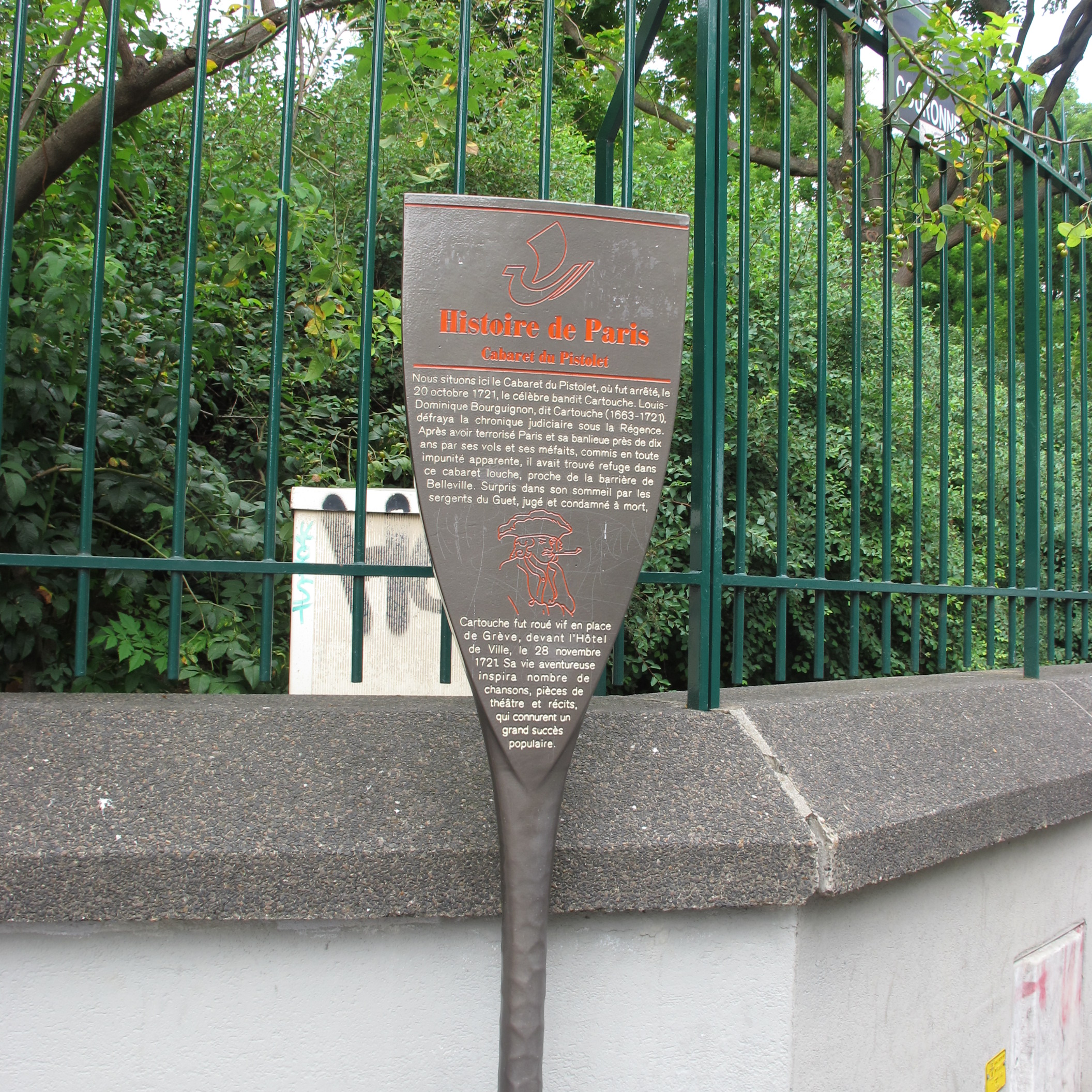
Panneau Histoire de Paris Cabaret du Pistolet.
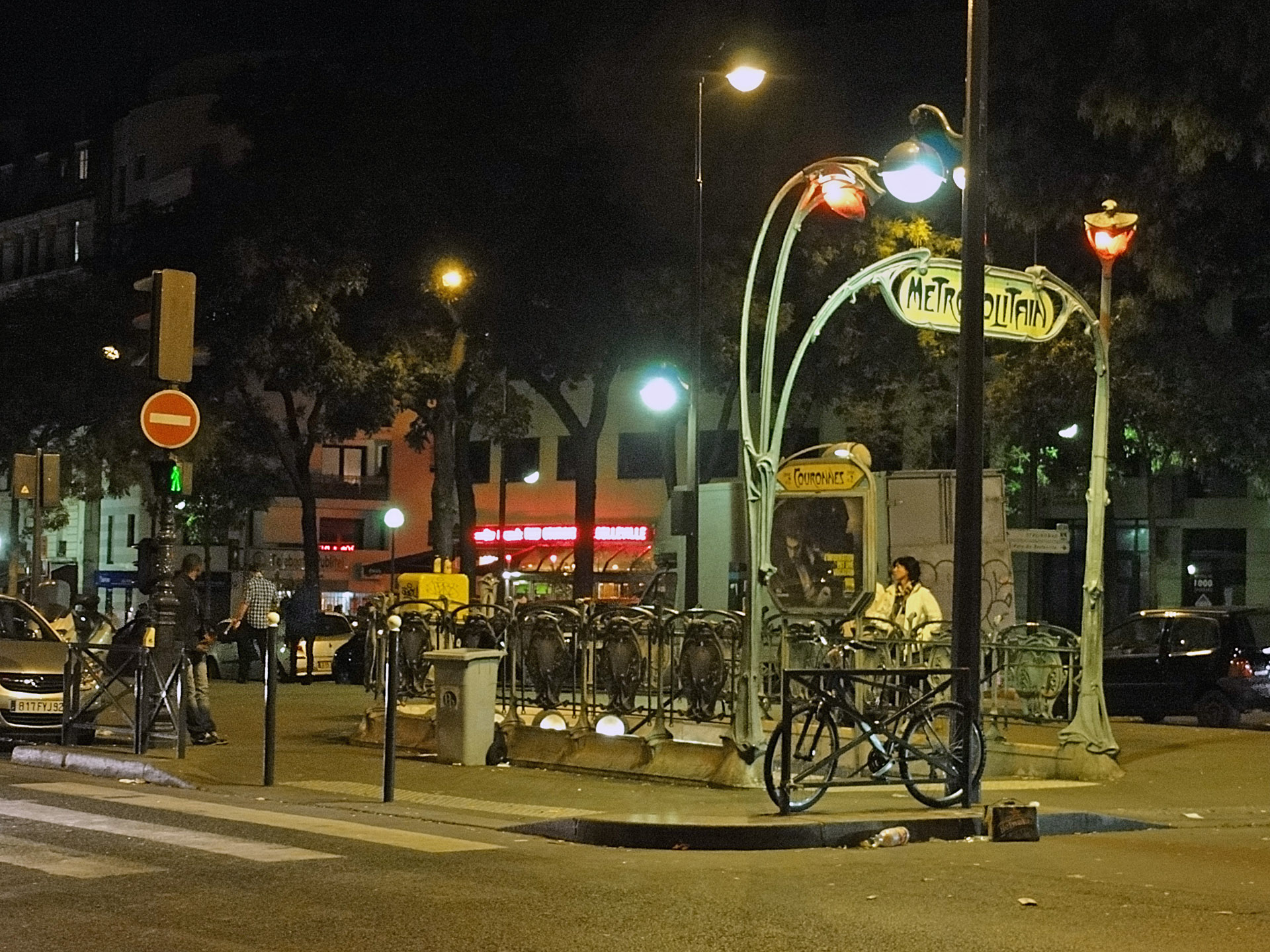
Le métro Couronnes.
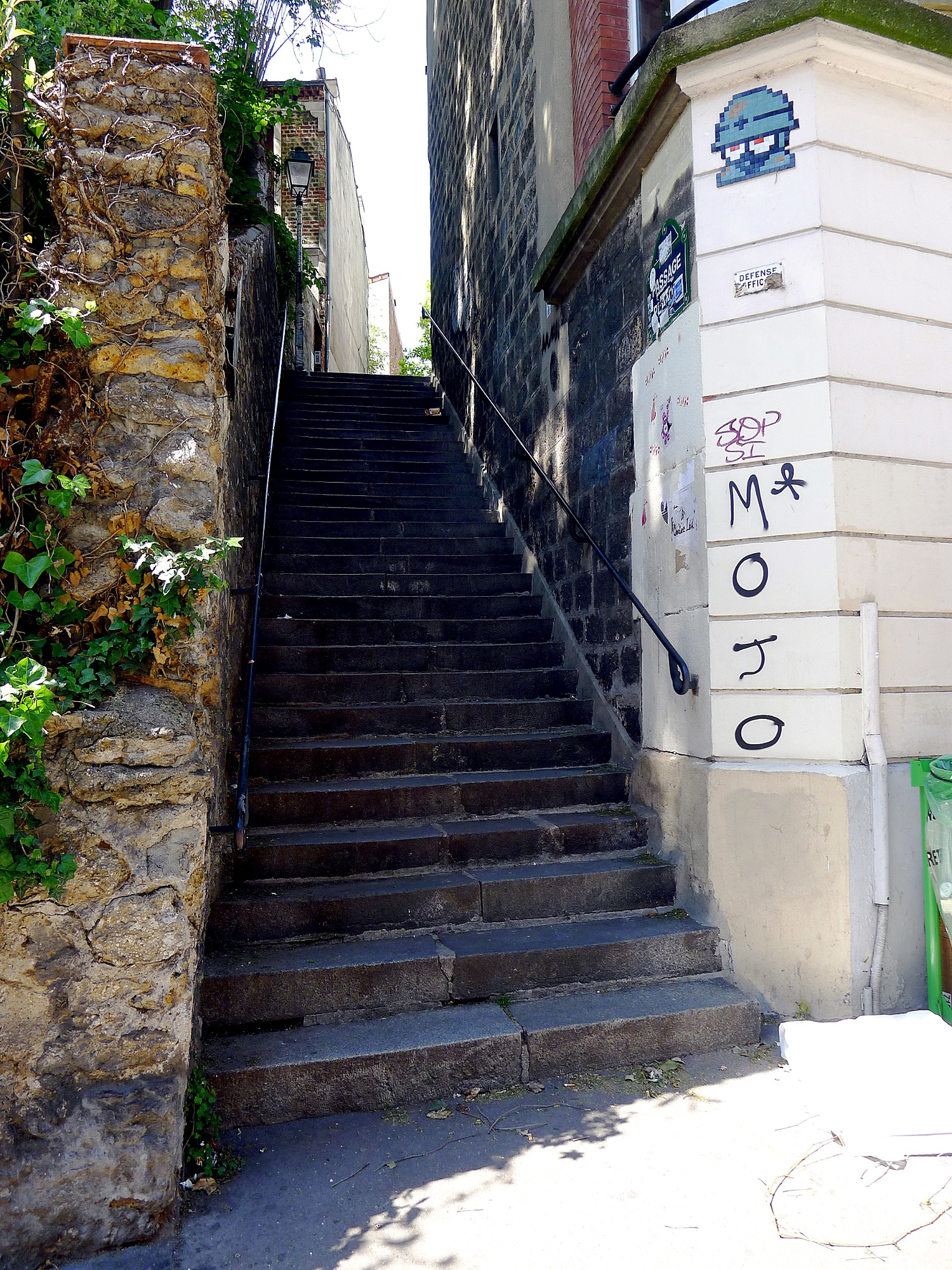
Entrée du passage Plantin.

## Au cinéma
La rue apparait dans le film Dernier Domicile connu (1970) de José Giovanni, où le commissaire de police Marceau Léonetti (Lino Ventura) et son assistante Jeanne (Marlène Jobert) pensent avoir enfin trouver le domicile de l'homme qu'ils recherchent au 22 de la rue des Couronnes avant de s'apercevoir que derrière la façade encore debout, tout le pâté de maisons a été rasé. 